# Agrotis lucicolens
Agrotis lucicolens là một loài bướm đêm trong họ Noctuidae.